# Траммі Янг
Траммі Янг (справжнє ім'я — Джеймс Осборн, англ. James Osborne «Trummy» Young; нар. 12 січня 1912, Саванна, Джорджія, США — пом. 10 вересня 1984, Сан-Хосе, США) — афроамериканський джазовий тромбоніст .

## Життєпис

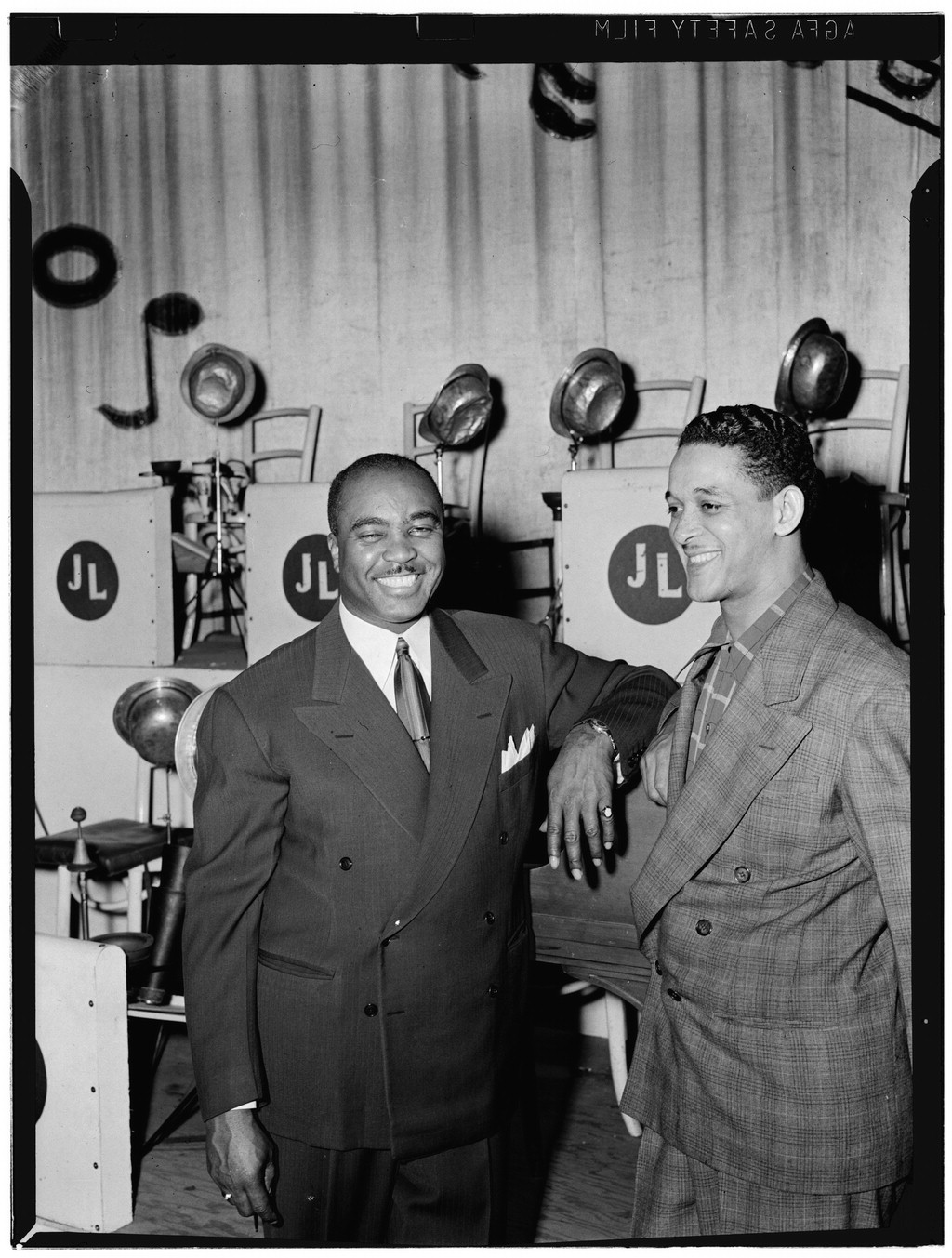
Траммі Янг (праворуч) і Джиммі Лунсефорд, на початку 1940-х років.

Траммі Янг народився 12 січня 1912 року в м. Саванна, штат Джорджія. Провів дитинство у Вашингтоні. Він сам навчився грати на трубі та ударних і почав виступати в складі місцевих біг-бендів.
З 1933 по 1937 роки Траммі Янг був учасником оркестру Ерла Гайнза, потім як соліст і вокаліст у біг-бенді Джиммі Лансфорда (1937—1943), де й здобув популярність у професійних колах. Для гурту він написав композиції «That's What Cha Do …» і «Life Is Time».
У 1943—1944 роках Траммі Янг брав участь в оркестрах Бойда Рейберна і Чарлі Барнета, працював у трупі Нормана Гренца «Jazz at the Philharmonic». Він написав пісню «Travelin 'Light» для Біллі Голідей і виступав разом з нею, а також з Бенні Ґудменом.
Траммі Янг працював над пластинками Тедді Вілсона, Козі Коула, Сари Вон, Тоні Скотта, Оскара Петтіфорда та иншими.
У 1947—1952 роках Траммі Янг мешкав на Гавайських островах, де грав в клубах і готелях Гонолулу.
У 1952 році Траммі Янг був запрошений Луїсом Армстронгом в ансамбль «All Stars», до складу якого Янг входив протягом 12 років, після чого повернувся на Гаваї і лише зрідка з'являвся на американських і європейських фестивалях.
У 1953 році Траммі Янг зіграв у фільмі «Історія Гленна Міллера», а в 1958 році — в «Джаз у літній день».
Помер Траммі Янг 10 вересня 1984 року після крововиливу в мозок.

## Сім'я
Траммі Янг був одружений з Саллі Токашікі, з якою у нього було дві дочки, Андреа (джазова співачка) та Барбара.